# خط جداکننده فلزها و نافلزها
|  | ۱۸ | ۱۷ | ۱۶ | ۱۵ | ۱۴ | ۱۳ | ۱۲ |  | ۲  | ۱  |  |
|  | --- | -- | -- | -- | -- | -- | -- |  | -- | -- |  |
|  | He |    |    |    |    |    |    |  |    | H  |  |
|  | Ne | F  | O  | N  | C  | B  |    |  | Be | Li |  |
|  | Ar | Cl | S  | P  | Si | Al |    |  | Mg | Na |  |
|  | Kr | Br | Se | As | Ge | Ga | Zn |  | Ca | K  |  |
|  | Xe | I  | Te | Sb | Sn | In | Cd |  | Sr | Rb |  |
|  | Rn | At | Po | Bi | Pb | Tl | Hg |  | Ba | Cs |  |
|  | Og | Ts | Lv | Mc | Fl | Nh | Cn |  | Ra | Fr |  |
|  | |    |    |    |    |    |    |  |    |    |  |
|  | جدول تناوبی متراکم یک خط جداکننده فلز–نافلز معمولی را نشان می‌دهد. عنصرهایی که اغلب به عنوان شبه‌فلز شناخته می‌شوند (بور، سیلیسیم، ژرمانیم، آرسنیک، آنتیموان و تلوریوم) و عنصرهایی که به‌طور ناهماهنگ به‌عنوان شبه‌فلز شناخته می‌شوند (پولونیوم و استاتین). خط جداکننده فلزها و نافلزها (اختیاری): میان Li و H، Be و B، Al و Si، Ge و As، Sb و Te، Po و At، Ts و Og |    |    |    |    |    |    |  |    |    |  |

خط جداکننده فلزها و نافلزها را می‌توان در پیکربندی‌های گوناگونی از جدول تناوبی عنصرهای شیمیایی دید (به نمونهٔ کوچک سمت چپ بنگرید). عناصر در سمت چپ پایین خط به‌طور کلی رفتار فلزی در حال افزایش را نشان می‌دهند. عناصر در نمایشگر بالا سمت راست باعث افزایش رفتار غیر فلزی می‌شوند. عناصری که بالاترین درجه حرارت بحرانی را برای گروه‌های خود دارند (لیتیم، بریلیم، آلومینیوم، ژرمانیم، آنتیموان، پولونیوم) به عنوان یک پله منظم از پله‌ها، درست زیر خط قرار می‌گیرند.

## نام‌ها
همچنین این خط را خط آمفوتریک، خط فلزی - نافلزی، خط فلزی، خط نیمه‌فلزی یا راه پله می‌نامند. همچنین به اشتباه به عنوان خط یا مرز زینتل نامیده می‌شود در صورتی که زینتل خطی عمودی است که گاهی بین گروه‌های ۱۳ و ۱۴ کشیده می‌شود. این خط خاص توسط لاوس در سال ۱۹۴۱ نام‌گذاری شد. این خط عنصرهای گروه ۱۳ را عنصرهای درون و سمت راست گروه ۱۴ جدا می‌کند. گروه ۱۳ به‌طور کلی با فلزهای الکتروپوزیتی ترکیب می‌شوند و ترکیب‌های میان‌فلزی ایجاد می‌کنند در حالی که گروه ۱۴ و عنصرهای سمت راست آن معمولاً ترکیب‌هایی مانند نمک تشکیل می‌دهند.

## پیشینه
از خط جداکننده فلزها و نافلزها در ادبیات حداقل در سال ۱۸۶۹ یاد شده‌است. در سال ۱۸۹۱، واکر یک «جدول‌بندی» دوره‌ای را با یک خط مستقیم مورب میان فلزها و نافلزها منتشر کرد. در سال ۱۹۰۶، الکساندر اسمیت در کتاب بسیار تأثیرگذار خود در مقدمه‌ای بر شیمی عمومی غیر معدنی، در جدول تناوبی با یک خط زیگزاگ نافلزها را از دیگر عنصرها جدا کرد. در سال ۱۹۲۳، هوراس جی دمینگ، شیمی‌دان آمریکایی، جداول دوره‌ای کوتاه (به سبک مندلیف) و متوسط (۱۸ ستون) را منتشر کرد که هر کدام دارای خطی پله‌مانند و منظم بودند که فلزها را از نافلزها جدا می‌کرد. مرک و کمپانی فرم توزیع جدول ۱۸ ستونی دمینگ را در سال ۱۹۲۸ تهیه کردند که به‌طور گسترده در مدارس آمریکا پخش شد. در دهه ۱۹۳۰ جدول دمینگ در کتاب‌های راهنما و دانشنامه‌های شیمی وجود داشت. سال‌ها نیز توسط شرکت علمی Sargent-Welch توزیع می‌شد.

## نوع دو خطه
خط جداکننده فلزها و نافلزها گاهی با دو خط جداکننده جایگزین می‌شود. یک خط بین فلزها و شبه‌فلزها و دیگری بین شبه‌فلزها و نافلزها.

## نگرانی‌ها
مندلیف نوشت که: «ترسیم مرز دقیق بین فلزها و نافلزها ناممکن است، زیرا مواد میانی زیادی وجود دارند.» چندین منبع دیگر به اشتباه یا ابهام در مورد محل خط جداکننده اشاره می‌کنند. پیشنهاد می‌کند خودسری آشکار زمینه‌های رد اعتبار آن را فراهم می‌کند و درمورد ماهیت گمراه کننده، بحث‌برانگیز یا تقریبی آن اظهارنظر کنید. خود دمینگ خاطرنشان کرد که نمی‌توان خط بسیار دقیقی ترسیم کرد.

## یادداشت
1. ↑  ساکس[۷] شرح می‌دهد که خط جداکننده، «خطی زیگزاگ و شبیه به دیوار هادریان است ...  فلزها را همراه با چند «نیمه‌فلز» از دیگران [جدا می‌کند]، شبه‌فلزها - آرسنیک و سلنیم - دیوار را احاطه کرده‌اند.»
2. ↑  در متن بررسی‌های مندلیف، گیلینکا[۲۴] اضافه می‌کند که: «در دسته‌بندی یک عنصر به عنوان فلز یا نافلز ما فقط مشخص می‌کنیم که کدام ویژگی‌ها - فلزی یا نافلزی - در آن بارزتر است.»
3. ↑  مندلیف تلوریم را به عنوان یک ماده میانه در نظر گرفت: «... این عنصر یک رسانای بد الکتریسیته و گرما است و از این نظر، همانند بسیاری دیگر، انتقال از فلزها به نافلزها را شکل می‌دهد.» [۲۵]

## استناد
1. ↑  Horvath 1973, p.  336
2. 1 2  Levy 2001, p.  158
3. ↑  Tarendash 2001, p.  78
4. ↑  Thompson 1999
5. ↑  DiSalvo 2000, p.  1800
6. ↑  Whitley 2009
7. ↑  Sacks 2001, pp.  191, 194
8. ↑  Herchenroeder & Gschneidner 1988
9. ↑  De Graef & McHenry 2007, p.  34
10. ↑  King 2005, p.  6006
11. ↑  Kniep 1996, p.  xix
12. ↑  Nordell & Miller 1999, p.  579
13. ↑  Hinrichs 1869, p.  115. In his article Hinrichs included a periodic table, organized by atomic weight, but this did not show a metal-nonmetal dividing line. Rather, he wrote that, '...  elements of like properties or their compounds of like properties, form groups bounded by simple lines. Thus a line drawn through C, As, Te, separates the elements, having metallic lustre from those not having such lustre. The gaseous elements form a small group by themselves, the condensible [sic] chlorine forming the boundary ... So also the boundary lines for other properties may be drawn.'
14. ↑  Walker 1891, p.  252
15. ↑  Miles & Gould 1976, p.  444: 'His "Introduction to General Inorganic Chemistry," 1906, was one of the most important textbooks in the field during the first quarter of the twentieth century.'
16. ↑  Smith 1906, pp.  408, 410
17. ↑  Deming 1923, pp.  160, 165
18. ↑  Abraham, Coshow & Fix, W 1994, p.  3
19. ↑  Emsley 1985, p.  36
20. ↑  Fluck 1988, p.  432
21. ↑  Brown & Holme 2006, p.  57
22. ↑  Swenson 2005
23. ↑  Mendeléeff 1897, p.  23
24. ↑  Glinka 1959, p.  77
25. ↑  Mendeléeff 1897, p.  274
26. ↑  MacKay & MacKay 1989, p.  24
27. ↑  Norman 1997, p.  31
28. ↑  Whitten, Davis & Peck 2003, p.  1140
29. ↑  Roher 2001, pp.  4–6
30. ↑  Hawkes 2001, p.  1686
31. ↑  Kotz, Treichel & Weaver 2005, pp.  79–80
32. ↑  Housecroft & Constable 2006, p.  322
33. ↑  Deming 1923, p.  381